# Соболєв Віталій Васильович
Віталій Васильович Соболєв (нар. 25 січня 1930, СРСР  — пом. 1995, Київ, Україна) — радянський футболіст та тренер, який виступав на позиції захисника.

## Біографія

### Клубна кар'єра
Дебютував Віталій Соболєв в професійному футболі в 1953 році в донецькому «Шахтарі». Згодом був покликаний на службу в збройні сили, де по направленню потрапив спочатку в центральний спортивний клуб армії міста Москви, а потім був переведений до київського клубу. З київського ОБО потрапив в команду майстрів «Динамо» (Київ), де за три сезони провів 28 ігор у вищій лізі СРСР. Також грав в командах «Арсенал» (Київ) і «Суднобудівник» (Миколаїв), де і завершив свою не тривалу кар'єру.

### Тренерська кар'єра
Після трирічної перерви Віталій Васильович в 1963 році як головний тренер очолив чернівецьку «Буковину», але по завершенню сезону довірена йому команда зайняла 11 місце, що в результаті призвело до його відставки. Після чого влаштуватися в якихось інших клубах йому не вдалося і кар'єра тренера на цьому була завершена.

## Досягнення
- Срібний призер Чемпіонату УРСР (1) : 1960